# Katharina von Habsburg (1320–1349)

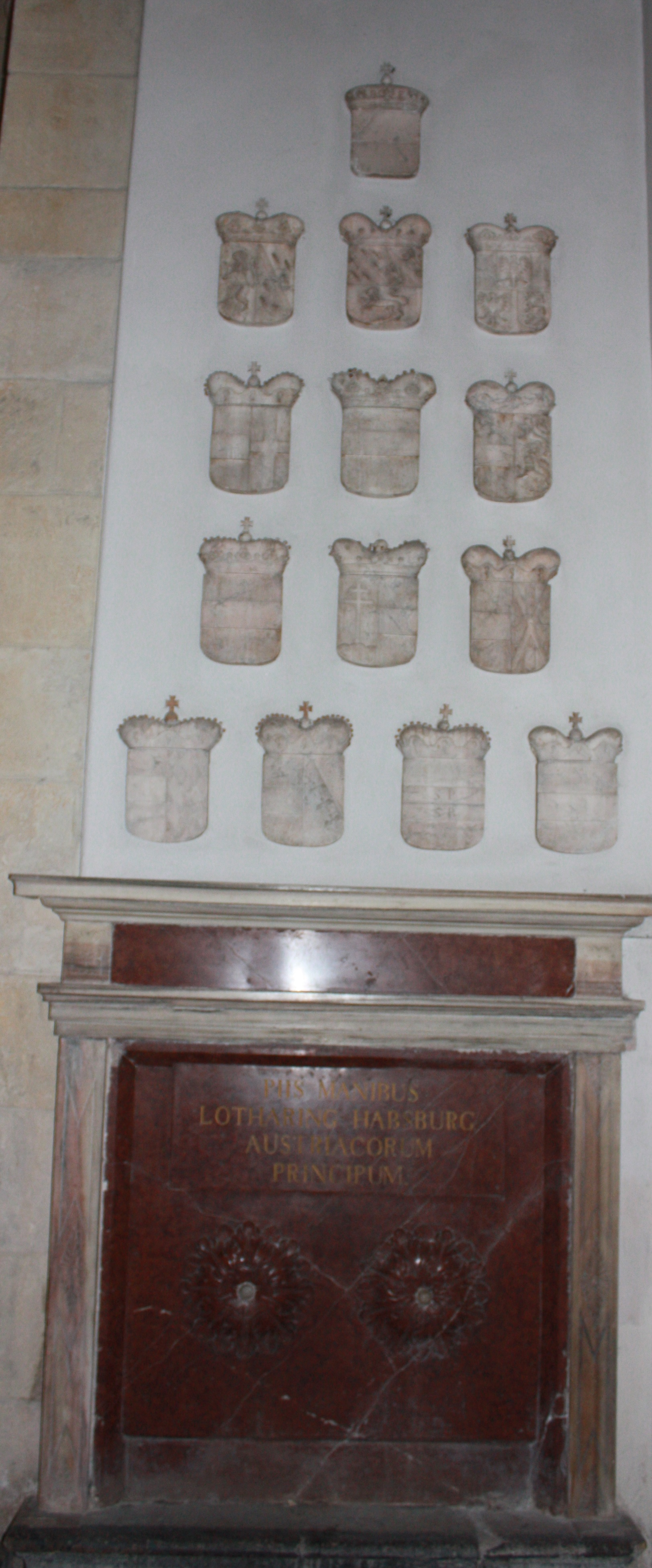
Epitaph mit den Wappen der Habsburger in der Stiftskirche St. Paul im Lavanttal

Katharina von Habsburg (* 9. Februar 1320; † 28. September 1349) entstammte dem Haus der Habsburger und war die Gattin von Enguerrand VI. de Coucy.

## Leben
Katharina von Habsburg war eine Tochter des Herzogs Leopold I. von Österreich und seiner Gattin Katharina von Savoyen. Sie hatte eine Schwester namens Agnes. Als ihr Vater bereits im Februar 1326 verstarb, wurde sie unter die Vormundschaft ihrer beiden Onkeln väterlicherseits, Friedrichs des Schönen und Albrechts II., gestellt.
Herzog Albrecht II. sorgte auch für Katharinas standesgemäße Verheiratung. In Anwesenheit des Papstes Benedikt XII. vermählte sie sich um 1338 in Paris mit dem französischen Adligen Enguerrand VI. de Coucy, dessen enorme Körperkraft in alten Chroniken geschildert wird. Der Ehevertrag wurde am 25. November 1338 im Schloss Vincennes unterzeichnet. Das Paar hatte einen Sohn, der wie sein Vater Enguerrand benannt wurde. Während der kriegerischen Auseinandersetzungen in der Anfangsphase des Hundertjährigen Kriegs fiel Katharinas Gatte 1346 in den Scharmützeln vor oder in der Schlacht von Crécy selbst.
Ein Jahr danach machte Katharina die Bekanntschaft des Grafen Konrad II. von Hardegg, Burggraf von Magdeburg, mit dem sie sich 1348 in zweiter Ehe vermählte. Somit ging sie die erste bekannte morganatische Liebesehe im habsburgischen Geschlecht ein. Allerdings hatte Albrecht II. keinen Bescheid davon erhalten und verwies in seinem Ärger die vier Brüder Hardegg des Landes, die aber den Schutz des römisch-deutschen Königs Karl IV. in Anspruch nahmen.
1349, nur drei Tage nach dem Tod ihres zweiten Gatten Konrad, fiel Katharina der Pest zum Opfer und wurde in der Kirche des Klosters Königsfelden bestattet. 1770 kam sie durch die Feierliche Übersetzung der kaiserlich-königlichen-auch-herzoglich-österreichischen höchsten Leichen zunächst in den Dom St. Blasien und nach der Aufhebung des Klosters St. Blasien 1806 in das Stift Spital am Pyhrn, dann 1809 in die Stiftskirchengruft des Klosters Sankt Paul im Lavanttal in Kärnten.